# باول كوك (لاعب كرة قاعدة)
باول كوك (بالإنجليزية: Paul Cook)‏ هو لاعب كرة قاعدة أمريكي، ولد في 5 مايو 1863 في كالدونيا في الولايات المتحدة، وتوفي في 25 مايو 1905 في روتشستر في الولايات المتحدة.

## وصلات خارجية
- باول كوك على موقعبيزبول رفرنس.كوم (الدوري الرئيسي) (الإنجليزية)
- باول كوك على موقعبيزبول رفرنس.كوم (الدوري الثانوي) (الإنجليزية)